# Symposium Inc.
Symposium Inc. est un roman court de science-fiction d'Olivier Caruso publié aux éditions Le Bélial' en 2021.

## Résumé
Dans un futur proche, la société Neurotech créée par Stéphane Bertrand commercialise des technologies liées aux mesures en temps réel des hormones dans le corps humain et à l'analyse des ondes du cerveau permettant de connaître certaines pensées et souvenirs. La fille de Stéphane Bertrand, Rebecca, a depuis sa naissance, un kyste dans le cerveau lui créant des problèmes psychologiques. Le jour de ses dix-huit ans, elle poignarde à mort sa mère, Rose Vadia-Bertrand, sans que ce geste ne lui laisse de souvenir. Son père demande à Amélie Lua, une avocate et ancienne très bonne amie de Rose, de défendre sa fille dans un procès qui s'annonce comme étant un des évènements qui sera le plus suivi et commenté sur les réseaux sociaux.
Il y a vingt ans de ça, Amélie et Rose étaient amantes. Stéphane travaillait énormément sur les biotechnologies et ne passait que très peu de temps avec sa femme. Pendant ce temps, la relation entre les deux femmes s’épanouissait. Mais la naissance de Rebecca a tout changé : alors que Rose propose à Amélie d'être la marraine de Rebecca, Amélie voit en cet enfant la présence de Stéphane et ne peut accepter. Les deux femmes se quittent peu après. La seule fois où Amélie croise à nouveau Rose, cette dernière promène Rebecca en poussette dans un parc et prétend ne pas la connaître.
Malgré la rancœur qu'Amélie éprouve pour Stéphane, elle accepte de défendre Rebecca, ne pouvant abandonner la fille de son ancienne amante. Elle se rend à la prison où est incarcérée Rebecca afin de prendre contact avec elle et d'essayer de comprendre son geste. Mais la jeune fille est dans un état psychologique très détérioré, ne semblant pas être au courant de ce qui s’est passé avec sa mère. Amélie ne baisse pas les bras pour autant. Elle contacte un ami roboticien nommé Rodolphe qui, à l’aide de nanorobots mis au point par la société Symposium, parvient à déchiffrer des données relatives aux constantes hormonales de Rose au moment de son meurtre. Rodolphe découvre au même moment un fichier dévoilant qu’une analyse du cerveau de Rebecca âgée alors de seize ans conclut que la probabilité que celle-ci développe des tendances homicides est de 85 %. Amélie fait fuiter cette information et elle lance alors une campagne médiatique afin de manipuler l'opinion publique pour porter la culpabilité sur Stéphane, arguant que Rebecca avait eu connaissance de cette analyse et ne pouvait vu son état mental que se diriger vers le futur qu'on lui avait prédit.
L'opinion publique s'étant retournée, une victoire au procès qui doit bientôt avoir lieu semble possible voire probable quand tout à coup, le résultat d'une IRM pratiquée par la police au tout début de l’enquête mais qui avait été invalidée juridiquement par Amélie fuite, renversant à nouveau le verdict populaire. Rebecca est condamnée à trente années de réclusion et Stéphane Bertrand perd son poste de P.-D.G. de Neurotech, qui s’effondre complètement en bourse.
Un peu moins de trois ans après, juste avant que le délai pour demander un jugement en appel soit expiré, Amélie découvre que la société Symposium appartient en fait à Stéphane Bertrand, qui y a investi tout son argent une semaine avant le meurtre de sa femme. Elle est convaincue que Stéphane a tué sa femme puis utilisé sa fille comme bouc émissaire. Elle tue Stéphane en utilisant des nanorobots de la société Symposium craqués par les soins de Rodolphe.